# Protoclythia
Protoclythia is een geslacht van insecten uit de familie van de breedvoetvliegen (Platypezidae), die tot de orde tweevleugeligen (Diptera) behoort.

## Soorten
- P. californica Kessel, 1950
- P. modesta (Zetterstedt, 1844)
- P. rufa (Meigen, 1830)